# Endrunde der Deutschen Mannschaftsmeisterschaft im Schach 1961
Die Endrunde der Deutschen Mannschaftsmeisterschaft im Schach 1961 fand vom 8. bis 10. Dezember 1961 in der ostwestfälischen Stadt Minden in Nordrhein-Westfalen statt.
Es traten die Berliner SG 1827 Eckbauer, der Eisenbahn-Schachverein Turm Köln, der Münchener Schachclub von 1836 und der SK Palamedes Hamburg im Finale der 15. Westdeutschen Mannschaftsmeisterschaft an. Es wurde ein Rundenturnier ausgetragen. Turnierleiter war Willi Fohl.

## Die beiden Vorrunden
1961 wurden nur zwei Vorrunden (Süd und Nord) zur Deutschen Mannschaftsmeisterschaft ausgetragen.

### Vorrunde Süd
In Freiburg im Breisgau setzten sich 1836 München und die Berliner SG Eckbauer durch, vor dem Freiburger Schachklub und dem Rosenheimer Schachklub.
| Platz | Verein    | 1   | 2   | 3   | 4   | M-P | B-Punkte |
| ----- | --------- | --- | --- | --- | --- | --- | -------- |
| 1     | München   |     | 4,0 | 5,5 | 6,0 | 5   | 15,5     |
| 2     | Berlin    | 4,0 |     | 4,0 | 5,0 | 4   | 13,0     |
| 3     | Freiburg  | 2,5 | 4,0 |     | 5,5 | 3   | 12,0     |
| 4     | Rosenheim | 2,0 | 3,0 | 2,5 |     | 0   | 7,5      |

Als einziger Teilnehmer blieb Egon Heim (Freiburg) ungeschlagen, er gewann auch gegen Wolfgang Unzicker.

### Vorrunde Nord
In Hannover qualifizierten sich Turm Köln und Palamedes Hamburg für die Endrunde in Minden.

## Die drei Runden in Minden

### Erste Runde
|   | Berlin             | München           | 5,5:2,5 |
| - | ------------------ | ----------------- | ------- |
| 1 | Edmund Budrich     | Wolfgang Unzicker | remis   |
| 2 | Wolfram Bialas     | Gerd Rinder       | 1:0     |
| 3 | Hartmut Kauder     | Günter Maier      | remis   |
| 4 | Paul Mross         | Josef Steger      | 1:0     |
| 5 | Gottfried Grohmann | Otto Thiermann    | 1:0     |
| 6 | Alfred Kinzel      | Müller            | 1:0     |
| 7 | Eichner            | Paul Gerner       | remis   |
| 8 | Paul Roesner       | Jürgen Bichlmaier | 0:1     |

|   | Köln                | Hamburg           | 4,5:3,5 |
| - | ------------------- | ----------------- | ------- |
| 1 | Werner Pesch        | Ottokar Martius   | 1:0     |
| 2 | Schröder            | Bodo Rhodin       | 1:0     |
| 3 | Paul Ellrich        | Frank Waligora    | remis   |
| 4 | Hans Peter Forsbach | Schröder          | 0:1     |
| 5 | Wolfgang Manner     | Schulte           | remis   |
| 6 | Welling             | von Borstel       | 0:1     |
| 7 | Hans Pesch          | Faber             | 1:0     |
| 8 | Robert Hübner       | Frieder Vogelmann | remis   |

### Zweite Runde
|   | Köln                | Berlin             | 3,0:5,0 |
| - | ------------------- | ------------------ | ------- |
| 1 | Werner Pesch        | Edmund Budrich     | remis   |
| 2 | Paul Ellrich        | Wolfram Bialas     | remis   |
| 3 | Schröder            | Hans Peter Lohsse  | remis   |
| 4 | Hans Peter Forsbach | Hartmut Kauder     | remis   |
| 5 | Welling             | Paul Mross         | 0:1     |
| 6 | Wolfgang Manner     | Gottfried Grohmann | 1:0     |
| 7 | Hans Pesch          | Alfred Kinzel      | 0:1     |
| 8 | Robert Hübner       | Eichner            | 0:1     |

|   | Hamburg         | München            | 1,5:6,5 |
| - | --------------- | ------------------ | ------- |
| 1 | Ottokar Martius | Wolfgang Unzicker  | 0:1     |
| 2 | Bodo Rhodin     | Gerd Rinder        | 1:0     |
| 3 | Frank Waligora  | Günter Maier       | 0:1     |
| 4 | Schröder        | Heinz de Carbonnel | 0:1     |
| 5 | Schulte         | Josef Steger       | 0:1     |
| 6 | von Borstel     | Müller             | remis   |
| 7 | Harald Behling  | Paul Gerner        | 0:1     |
| 8 | Faber           | Jürgen Bichlmaier  | 0:1     |

### Dritte Runde
|   | Berlin            | Hamburg         | 5,0:3,0 |
| - | ----------------- | --------------- | ------- |
| 1 | Edmund Budrich    | Ottokar Martius | remis   |
| 2 | Wolfram Bialas    | Bodo Rhodin     | remis   |
| 3 | Hans Peter Lohsse | Frank Waligora  | 1:0     |
| 4 | Hartmut Kauder    | Schröder        | 1:0     |
| 5 | Paul Mross        | Schulte         | remis   |
| 6 | Alfred Kinzel     | von Borstel     | remis   |
| 7 | Eichner           | Harald Behling  | 0:1     |
| 8 | Paul Roesner      | Helbig          | 1:0     |

|   | München            | Köln                | 5,5:2,5 |
| - | ------------------ | ------------------- | ------- |
| 1 | Wolfgang Unzicker  | Werner Pesch        | 1:0     |
| 2 | Günter Maier       | Paul Ellrich        | remis   |
| 3 | Gerd Rinder        | Schröder            | remis   |
| 4 | Heinz de Carbonnel | Hans Peter Forsbach | 1:0     |
| 5 | Josef Steger       | Wolfgang Manner     | 1:0     |
| 6 | Müller             | Welling             | 1:0     |
| 7 | Paul Gerner        | Hans Pesch          | remis   |
| 8 | Jürgen Bichlmaier  | Robert Hübner       | 0:1     |

## Kreuztabelle der Endrunde
| Platz | Verein  | 1   | 2   | 3   | 4   | M-P | B-Punkte |
| ----- | ------- | --- | --- | --- | --- | --- | -------- |
| 1     | Berlin  |     | 5,5 | 5,0 | 5,0 | 6   | 15,5     |
| 2     | München | 2,5 |     | 5,5 | 6,5 | 4   | 14,5     |
| 3     | Köln    | 3,0 | 2,5 |     | 4,5 | 2   | 10,0     |
| 4     | Hamburg | 3,0 | 1,5 | 3,5 |     | 0   | 8,0      |

Mit 2,5 Punkten aus drei Partien waren der Münchener Wolfgang Unzicker zusammen mit Paul Mross und Alfred Kinzel aus Berlin die besten Einzelspieler.

## Die Meistermannschaft
| 1.            | Berliner SG 1827 Eckbauer                                                                                              |
| Schachfiguren | Edmund Budrich, Wolfram Bialas, Lohse, Hartmut Kauder, Paul Mross, Gottfried Grohmann, Alfred Kinzel, Eichner, Roesner |